# Scampolo
Scampolo is een West-Duitse romantische komedie uit 1958 onder regie van Alfred Weidenmann. De film is gebaseerd op een toneelstuk van Dario Niccodemi, dat in Nederland in de jaren '20 ook op het toneel werd uitgevoerd onder de titel Overschotje met Annie van Ees.

## Verhaal
De film speelt af op Ischia, 'het eiland van de eeuwige jeugd' aan de golf van Napels. Hier woont de jonge Scampolo, oftewel 'Overschotje', een weesmeisje dat elke dag allerlei karweitjes verricht om zo haar levensonderhoud te voorzien. Zo brengt ze de was weg voor Marietta en treedt ze als gids op in een tourbus. Op een dag ontmoet ze Roberto Costa, een arme architect die een nieuw ideaal van stedenbouw heeft en aan een belangrijke prijsvraag wil meedoen. 
Hoewel Scampolo vele vrienden op het eiland heeft, zoals een goedige lobbes van een politieagent, de chauffeur van de tourbus en de wasvrouw met het talrijke gezin, is ze eenzaam en hunkerend naar liefde. Ze valt als een blok voor Roberto en doet er alles aan om hem uit zijn financiële moeilijkheden te redden. Helemaal van een leien dakje gaat het echter niet. Er moet nogal wat worden afgebroken en opgebouwd voor het huis van de jonge liefde gereed is. Ze komt tussenbeide als het miljoenenobject, waaraan de architect moeizaam heeft gewerkt, door de schuld van de posterijen dreigt mis te lopen. In een ministerieel gebouw in Napels groeien Scampolo en Roberto uiteindelijk dan toch dicht naar elkaar toe.

## Rolverdeling
| Acteur                   | Personage                       |
| ------------------------ | ------------------------------- |
| Romy Schneider           | Scampolo                        |
| Paul Hubschmid           | Roberto Costa, architect        |
| Georg Thomalla           | Andreas Michaels, modefotograaf |
| Eva Maria Meineke        | Sabina                          |
| Franca Parisi            | Franca                          |
| Peter Carsten            | Cesare                          |
| Wolfgang Wahl            | Baptiste                        |
| Elisabeth Flickenschildt | Marietta                        |
| Willy Millowitsch        | Burgemeester                    |
| Stanislav Ledinek        | Flavio                          |
| Walter Rilla             | Lombardo                        |
| Viktor de Kowa           | Minister                        |

## Ontvangst
Recensent Anthony Bosman schreef voor het Algemeen Dagblad dat de regisseur een "genoeglijke film" heeft gemaakt en heeft gezorgd voor een "satirische opening van de film, waarin hij het ademloze toerisme op de hak nam. De ironie heeft evenwel verder geen voet aan de grond gekregen. Dat kan ook niet met Romy." Ook criticus Alfred Kossmann deelde deze mening voor Het Vrije Volk: "De film is goed gemaakt, opent met een geestige satire op het massatoerisme, wordt wel eens een beetje erg uitvoerig, maar blijft toch steeds op redelijk niveau. Er is geen twijfel aan, dat bakvissen van alle leeftijden van Scampolo zullen genieten."
Recensent van Het Parool schreef dat de film "niet verveelt": "Omdat Weidenmann een paar mooie vondsten heeft verwerkt; vooral in het begin, waar het groot-toerisme even een duidelijke hak wordt gezet." Criticus van De Volkskrant schreef: "Romy Schneider doet erg haar best om als een echt 'overschotje' over Ischia te dwalen. Weidenmann is er echter niet voortdurend in geslaagd om die pogingen te verdonkeremanen. Het gevolg is dat Scampolo soms opvallend demonstreert dat ze haar pose zo geweldig vindt. Maar deze onvolmaaktheid op Romy's honingzoete snoetje is nauwelijks storend in het luchtige verhaal, dat onder de knappe regie tot een aantrekkelijke ontspanningsfilm is geworden."
Recensent van De Telegraaf noemde Scampolo "een goed gemaakte, hoewel voor regisseur Alfred Weidenmann beslist niet opvallende film, een vriendelijke film, die lang niet zo opgelegd lief en zoet is als de Sissi's. [..] Scampolo is lang zo sprankelend fris niet als die andere film, die Alfred Weidenmann met Romy Schneider heeft vervaardigd, Kitty und die große Welt, maar hij heeft toch een goed gebruik gemaakt van de grote natuurlijkheid, die het veel gevraagde meisje nog altijd siert. Haar tegenspeler Paul Hubschmid blijft wat log de zaal inkomen, maar men ziet uitstekend bijwerk van Viktor de Kowa en Walter Rilla en men wordt even helemaal ingepalmd door de ironie, waarmede Weidenmann het in tussen ingeblikte toerisme behandelt."